# 福里斯特波特 (紐約州)
福里斯特波特（英語：Forestport）是一個位於美國紐約州奧奈達縣的鎮。

## 人口
根據2020年美國人口普查的數據，福里斯特波特的面積為204.35平方千米，當中陸地面積為199.15平方千米，而水域面積為5.20平方千米。當地共有人口1477人，而人口密度為每平方千米7人。